# Enzo Maria Caporaso
Enzo Maria Caporaso (Torino, 29 luglio 1959) è un ex pugile e ultramaratoneta italiano, detentore di due Guinness World Record nell'ultramaratona.

## Biografia
Dall'età di 18 anni e fino ai 35, ha praticato boxe. Tesserato nel 1977 alla Libertas Boxe, passa nel 1994 all'Orbassano Boxe. In mezzo, tra il 1978 e il 1982, una parentesi nel mondo del rugby tra le file dell'Ambrosetti Torino, squadra che militava ai tempi nel campionato nazionale di Serie A.
Tornato definitivamente sul ring, ha combattuto da professionista due soli match nella categoria dei mediomassimi, tra il 1992 e il 1993, perdendoli entrambi. Nel 1994, per raggiunti limiti d’età, gli venne revocata la licenza di pugile professionista.
Da quel momento inizia la sua attività come podista.
Membro del Club Super Marathon e fondatore della società sportiva "Giro d'Italia Run" è tra gli organizzatori di diverse competizioni, tra cui il campionato mondiale di specialità di 24 ore a Torino, la 100 km delle Alpi.
Nel 2011, in occasione dei 150 anni dell'Unità d'Italia, organizza la Torino-Roma no stop.

## Premi e riconoscimenti

### Pugilato
1990
- Campione italiano 2ª serie
- 3º ai campionati italiani assoluti[senza fonte]

2019
- European Master Game, specialità Light Boxe

### Record podistici
2008
- 51 maratone ufficiali (Fidal) corse per 51 giorni consecutivi[5]

2010
- 7 gare da 100 Km ufficiali (Fidal) corse per 7 giorni consecutivi

2018
- 59 gare da 44,204 Km ufficiali (Fidal) corse per 59 giorni consecutivi[6]

## Riconoscimenti
2010
- "Eccellenza dello sport Torinese"[7]

## Pubblicazioni
Nel 2009 pubblica la sua biografia sportiva "Ma chi te lo fa fare?".
Il 7 Gennaio 2021 pubblica il romanzo di fantasia "Voglio incontrare Mike Tyson", con prefazione di Giorgio Calcaterra.